# Житниця (Варненська область)
Жи́тниця (болг. Житница) — село у Варненській області Болгарії. Входить до складу общини Провадія.

## Населення
За даними перепису населення 2011 року у селі проживала 891 особа.
Національний склад населення села:
| Національність   | Кількість осіб | Відсоток |
| ---------------- | -------------- | -------- |
| болгари          | 282            | 73,8%    |
| цигани           | 95             | 24,9%    |
| турки            | 3              | 0,8%     |
| Всього відповіли | 382            |          |

Розподіл населення за віком у 2011 році:
Динаміка населення: